# Pierre Bernard (graphiste)
Pour les articles homonymes, voir Bernard et Pierre Bernard.
Pierre Bernard est un graphiste français né à Paris le 25 février 1942 où il est mort le 23 novembre 2015,.
Il était proche du Parti communiste français, et l'image présentait pour lui « un terrain de lutte permanent »,.

## Biographie
Diplômé de l'École nationale supérieure des arts décoratifs en 1964, Pierre Bernard reçoit une bourse pour étudier l'art de l'affiche avec Henry Tomaszewski à l'académie des beaux-arts de Varsovie. Il complète ses études à Paris en 1971, par un 3e cycle à l'Institut de l'environnement.
En 1970, il fonde le groupe Grapus avec François Miehe et Gérard Paris-Clavel, rencontrés pendant le mouvement étudiant de Mai 1968. Alex Jordan et Jean-Paul Bachollet rejoignent le groupe en 1976.
Grapus affirme son intention de « changer la vie », développant dans une même dynamique recherche graphique et engagement politique. À partir de 1978, Grapus expose son travail dans d'importantes expositions comme à Paris au Musée de l'affiche, à Amsterdam au Stedelijk Museum, à Aspen (Colorado) et au musée d'art contemporain de Montréal.
Parmi ses créations les plus connues figurent en 1981 le logo du Secours populaire français et en 1986 celui de l'établissement public de la Villette qui regroupe le parc, la cité des sciences et la cité de la musique.
En 1990, le collectif Grapus décide de cesser ses activités et reçoit, en France, le grand prix national des arts graphiques.
Pierre Bernard fonde alors, avec Dirk Behage et Fokke Draaijer, l'Atelier de création graphique (ACG) et signe, entre autres, l'identité graphique du musée du Louvre et celle des parcs nationaux de France. Jusqu'à la fin de sa vie, il dirige l'ACG en répondant aux commandes dans les domaines de l'édition, de l'affiche, de la signalétique et des systèmes visuels d'identité, avec la conviction que le graphisme a une fonction culturelle d'utilité publique.
Pierre Bernard était membre de l'Alliance graphique internationale (AGI) depuis 1987 et enseignait le graphisme à l’École nationale supérieure des arts décoratifs à Paris de 1971 à 1975 et de 1996 à 2007.

### Prix
En 2006, le prix Érasme lui est attribué pour l'ensemble de son travail graphique consacré au domaine public.